# Ferdinand von Hansemann
Ferdinand von Hansemann (Berlijn, 10 september 1861 - Berlijn, 3 oktober 1900) was een Pruisische radicale, extreem-nationalistische en xenofobische politicus en landeigenaar. Hij was tevens mede-oprichter van de Deutscher Ostmarkenverein.

## Levensloop

### Achtergrond
Ferdinand von Hansemann was de zoon van de Berlijnse bankier Adolph von Hansemann, een telg van een Rijnlandse bankiersfamilie met een onberispelijke liberale achtergrond in de 19e eeuw. Zijn vader werd in 1872 in de adelstand verheven, waarna meerdere landhuizen in de provincie Posen in familiebezit kwamen. Ferdinand zelf bezat een groot landhuis in Pempowo, in het zuiden van Posen, waar hij zich bezig hield met de paardenfokkerij en het maken van kaas.
Ferdinand von Hansemann studeerde rechten in Heidelberg en trouwde met de dochter van een academicus. Hij volgde zijn vader niet op als bankier en wijdde zijn leven aan die van een heer-landbouwer en amateur-politicus. Op de leeftijd van 33 had hij in 1894, door de sociale status die zijn familie genoot en de contacten van zijn vader, een politieke basis in Berlijn opgebouwd.

### Deutscher Ostmarkenverein
Tijdens het bewind van Otto von Bismarck begonnen de etnische en culturele spanningen in de 18e eeuw geannexeerde Poolse gebieden te stijgen. Dit ging gepaard met groeiende tendenzen van nationalisme, imperialisme en chauvinisme binnen de Duitse samenleving. Aan de ene kant werd een nieuwe wereldorde geëist met de wens om een Duits koloniaal imperium te creëren. En aan de andere kant, groeide het gevoel van vijandigheid tegenover andere nationale groepen binnen de Duitse staat.
In dit maatschappelijke milieu werden een aantal nationalistische organisaties en belangenorganisaties onder de zogenoemde Nationale Verbände opgericht. Veel landeigenaren vreesden dat hun belangen door deze organisaties niet goed genoeg vertegenwoordig zouden worden. De agrarische oppositie, geleid door Ferdinand von Hansemann en andere grootgrondbezitters, organiseerde op 16 september 1894 een mars van 1700 landeigenaren uit Posen naar het landhuis van Otto von Bismarck bij Varzin. Hiermee wilde de organisatoren Von Bismarck een zichtbare symbool in een grote demonstratie maken, de Duitse populatie in de Ostmark verenigen, het patriotisme aanwakkeren, de belangen van Oost-Pruisen voor het hele Duitse Rijk zichtbaar maken en bovendien te fungeren als een waarschuwing aan het adres van de Rijkskanselarij en het Keizerlijke Paleis.
In navolging van deze manifestatie, besloten Ferdinand von Hansemann, Hermann Kennemann en Heinrich von Tiedemann om op 3 november 1894 de Verein zur Förderung des Deutschtums in den Ostmarken in Posen op te richten. De naamswijziging naar Deutscher Ostmarkenverein vond in 1899 plaats. De organisatie stond onofficieel bekend als H-K-TVerein, naar de achterletters van de drie oprichters. Aanhangers van de organisatie werden daarom (vooral door de Polen) ook Hakatisten genoemd. De belangrijkste doelen van de Ostmarkenverein waren de bevordering van germanisering van Polen in Pruisen en de vernietiging van de Poolse identiteit in de Duitse oostprovincies.
Groot-Polen werd tijdens de Duitse bezetting van Polen geannexeerd als onderdeel van de Rijksgouw Wartheland. Enkele straten in Poznań werden naar de oprichters van de Ostmarkenverein hernoemd: Hansemannstrasse (voorheen ul. Płowiecka), Kennemannstrasse (voorheen ul. Podkomorska) en Tiedemannstrasse (voorheen ul. Podstolińska).